# Claus Fey
Claus Fey (* 10. März 1955 in Kleve) ist ein ehemaliger deutscher  Handball-Nationalspieler. Der 1,94 m große Spieler absolvierte von 1976 bis 1983 für die Nationalmannschaft insgesamt 70 Länderspiele, in denen er 98 Tore erzielte.

## Karriere
Seine Karriere begann beim TSG Benrath. Seine größten Erfolge hatte der rechte Rückraumspieler beim VfL Gummersbach. 1984 wechselte er zu Bayer Leverkusen. Außerdem spielte er beim TV Angermund (Düsseldorf) in der Regionalliga, der damals zweithöchsten Spielklasse. 
Am 17. Oktober 1976 hatte er in Hannover beim Spiel gegen Norwegen sein Länderspieldebüt. Claus Fey war Mitglied des Aufgebotes, das 1978 Weltmeister wurde. Im Finalspiel gegen die Sowjetunion wurde er aber von Vlado Stenzel nicht eingesetzt. Seinen Durchbruch in der Nationalmannschaft schaffte Fey im Januar 1979 beim „Ostseepokal“, als er als bester Spieler der bundesdeutschen Mannschaft ausgezeichnet, die bei dem Turnier in Dänemark das Endspiel erreicht, dieses aber gegen die DDR verloren hatte.

## Sonstiges
Nach seiner Handball-Karriere war er in den 1990er Jahren Personalleiter der Bayer-Werke im US-amerikanischen Madison.

## Auszeichnungen
- Silbernes Lorbeerblatt